# Монтиньяк (Верхние Пиренеи)
Монтинья́к (фр. Montignac, окс. Montinhac) — коммуна во Франции, находится в регионе Юг — Пиренеи. Департамент — Верхние Пиренеи. Входит в состав кантона Семеак. Округ коммуны — Тарб.
Код INSEE коммуны — 65321.

## География

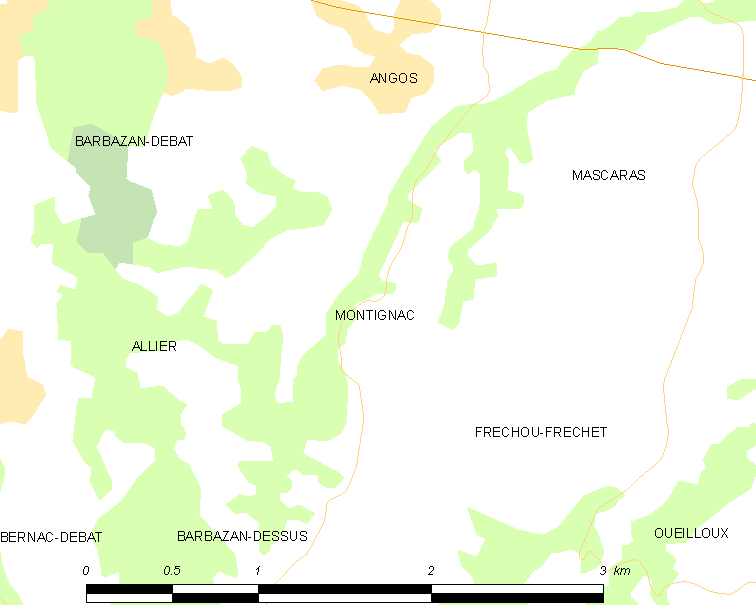
Карта коммуны

Коммуна расположена приблизительно в 660 км к югу от Парижа, в 115 км юго-западнее Тулузы, в 9 км к юго-востоку от Тарба.
Коммуна расположена в местности Бигорр.

## Климат
Климат умеренно-океанический с солнечной тёплой погодой и обильными осадками на протяжении практически всего года.

## Население
Население коммуны на 2010 год составляло 114 человек.
| 1962 | 1968 | 1975 | 1982 | 1990 | 1999 | 2010 |
| ---- | ---- | ---- | ---- | ---- | ---- | ---- |
| 84   | 73   | 58   | 89   | 112  | 114  | 114  |

## Администрация
| Период | Период | Фамилия     | Партия | Примечания |
| ------ | ------ | ----------- | ------ | ---------- |
| 2001   | 2020   | Реми Кармуз |        |            |

## Экономика
В 2010 году среди 76 человек трудоспособного возраста (15-64 лет) 59 были экономически активными, 17 — неактивными (показатель активности — 77,6 %, в 1999 году было 74,7 %). Из 59 активных жителей работали 55 человек (27 мужчин и 28 женщин), безработных было 4 (1 мужчина и 3 женщины). Среди 17 неактивных 4 человека были учениками или студентами, 12 — пенсионерами, 1 был неактивным по другим причинам.